# غريغوري فرانكس
غريغوري فرانكس (بالإنجليزية: Gregory Franks)‏ هو خبير مالي أمريكي، ولد في 7 أغسطس 1958 في كولومبوس في الولايات المتحدة.